# Wohn- und Geschäftshaus Alt Westerhüsen 30

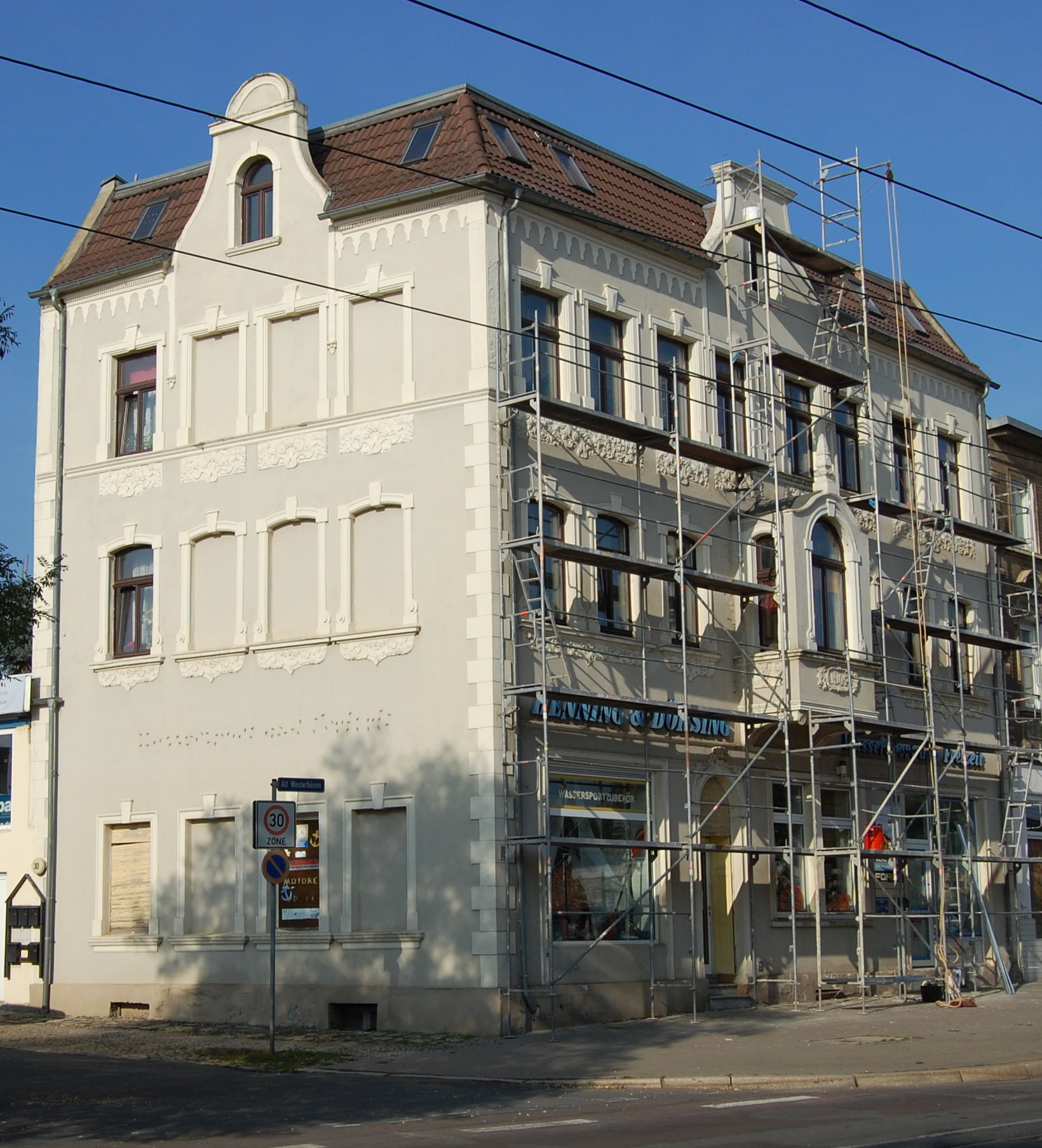
Wohn- und Geschäftshaus Alt Westerhüsen 30

Das Wohn- und Geschäftshaus Alt Westerhüsen 30 ist ein denkmalgeschütztes Gebäude im Magdeburger Stadtteil Westerhüsen.
Es steht an der Ecke Alt Westerhüsen/Stolberger Straße. Südlich hiervon, mit der Hausnummer 31 befindet sich dieHO-Galerie.

## Architektur und Geschichte
Das Haus entstand im Jugendstil im Jahr 1905 an der Adresse Schönebecker Straße 51. Die heutige Adresse Alt Westerhüsen 30 ergab sich erst im Zuge der Eingemeindung Westerhüsens nach Magdeburg im Jahr 1910. Die mittlere Achse des dreigeschossigen verputzten Gebäudes ist durch einen Kastenerker und einen Schweifgiebel betont. Die Brüstungen der Fenster sind reich mit Stuckornamenten verziert. Das Haus gehörte, zumindest ab 1906, dem Bäckermeister Albert Herbst, der im Erdgeschoss sein Geschäft betrieb. Herbst blieb bis in die Zeit der DDR Eigentümer des Gebäudes.
Die Unterschutzstellung begründete sich mit der ortsbildprägenden Lage des Gebäudes, welches als Teil der historischen gründerzeitlichen Bebauung des Vorortes Westerhüsen erhalten blieb.
Das Grundstück selbst hatte auch bereits zuvor über lange Zeit als Standort des Gemeindebackhauses bzw. von Bäckereien gedient. Bis 1850 wurde das Erbpachtrecht am Gemeindebackhaus vergeben. Für die Zeit ab 1841 ist als Erbpächter der Bäcker Joh. Andreas Lichtenfeld überliefert. 1853 folgte Bäckermeister Friedr. Bartholom. Lichtenfeld, der 1883 in das Haus Alt Westerhüsen 151 verzog. Für ihn übernahm Bäckermeister Wilhelm Giese. Es folgten die Bäcker Karl Kern, ab 1897, Friedrich Fritze, ab 1904, und ab 1906 dann Albert Herbst.